# Yorin
Yorin was een Nederlandse commerciële televisiezender. Er bestond ook een gelijknamige radiozender: Yorin FM.
Het kanaal startte in september 1995 als Veronica. Toen Veronica in 2000 besloot zijn aandelen in de HMG (nu RTL Nederland) te verkopen, werd afgesproken dat de HMG de naam Veronica nog ruim een jaar lang mocht gebruiken op radio en tv. Daarom moest men op zoek naar een nieuwe naam. Eerst werd besloten de naam Me te gebruiken, maar dat werd juridisch aangevochten door kledingketen WE, met een bijna dezelfde naam. Mede vanwege deze juridische problemen werd er daarom uitgeweken naar Yorin. Op 2 april 2001 werd eerst de radiozender en later de televisiezender omgedoopt.
Tijdens de eerste presentaties van de nieuwe zender op internationale beurzen reageerden de Engelstaligen wat lacherig op de nieuwe zender. Fonetisch lijkt de naam namelijk op het Engelse 'urine'. De naam was echter afgeleid van "You're In The Movement".
Yorin was de laatste Nederlandse televisiezender met een omroeper die programma's aankondigde. Op 30 maart 2003 werd ook bij Yorin de omroeper afgeschaft.
Van 2001 tot 2003 had Yorin naast de reguliere programmering een kinderblok, genaamd Yorkiddin'.
Eind 2003 werd Yorkiddin' van de buis gehaald, maar later keerde het kinderblok in een uitgedunde vorm terug. In 2005 viel toch het doek voor Yorkiddin', dat elke morgen tussen de 10.000 en 50.000 kijkers trok.
RTL Nederland staakte de uitzendingen van Yorin op 12 augustus 2005. RTL 7 werd de nieuwe Luxemburgse zender op de oude frequentie van Yorin. De radiozender bleef aanvankelijk de naam Yorin FM houden, maar werd op 18 april 2006 omgedoopt tot Caz! nadat het aan SBS Broadcasting verkocht was.

## Programma's van Yorin
- The Bar, reallife soapserie met in de hoofdrol 12 barkeepers die hun bar runnen
- Sailor Moon, Japanse animeserie
- Extreme Makeover, realityserie
- Onderweg naar morgen, Nederlandse soap
- Yorin Travel, reismagazine
- 24, Amerikaanse actieserie die zich in een dag afspeelt
- Big Brother
- Popstars in da House, reallife-serie van de talentenjacht Popstars - the rivals van RTL 4
- Starmaker, talentenjacht die leidde tot popgroep K-otic en zangeres Sita
- JENSEN!, talkshow met Robert Jensen
- Friends, Amerikaanse comedy
- Flodder, Nederlandse comedy over de familie Flodder
- Paradise Hotel, strategisch spelprogramma
- Patty's Fort, real-life serie over gezondheidskuur van Patty Brard en vrienden op Ibiza
- CSI: Miami, Amerikaanse politieserie
- CSI: NY, Amerikaanse politieserie
- Rodeo Drive, lifestyle in Beverly Hills
- Days of our Lives, Amerikaanse soapserie
- Yorkiddin', jeugd-/kinderblok op zaterdag en zondag
- SamSam, Nederlandse comedyserie
- NewsRadio, Amerikaanse serie
- Gundam Wing, Japanse animeserie